# Ruokovesi (sjö i Södra Savolax)
Ruokovesi är en fjärd som limnologiskt räknas till Enonvesi som i sin tur är en del av Saimen i Finland.   Den ligger i landskapet Södra Savolax, i den sydöstra delen av landet, 300 km nordost om huvudstaden Helsingfors. Ruokovesi ligger 102 meter över havet. I omgivningarna runt Ruokovesi växer i huvudsak blandskog.